# Колома (Каліфорнія)
Колома (англ. Coloma) — переписна місцевість (CDP) в США, в окрузі Ель-Дорадо штату Каліфорнія. Населення — 521 особа (2020).

## Географія
Колома розташована за координатами 38°48′9″ пн. ш. 120°53′41″ зх. д. / 38.80250° пн. ш. 120.89472° зх. д. (38.802616, -120.894635).  За даними Бюро перепису населення США в 2010 році переписна місцевість мала площу 8,69 км², уся площа — суходіл.

## Демографія
Згідно з переписом 2010 року, у переписній місцевості мешкало 529 осіб у 216 домогосподарствах у складі 140 родин. Густота населення становила 61 особа/км².  Було 251 помешкання (29/км²).
Расовий склад населення:
| - 87,3 % — білих - 1,5 % — азіатів - 0,8 % — чорних або афроамериканців - 0,6 % — корінних американців - 2,8 % — осіб інших рас |

До двох чи більше рас належало 7,0 %. Частка іспаномовних становила 11,9 % від усіх жителів.
За віковим діапазоном населення розподілялося таким чином: 13,0 % — особи молодші 18 років, 67,7 % — особи у віці 18—64 років, 19,3 % — особи у віці 65 років та старші. Медіана віку мешканця становила 49,0 року. На 100 осіб жіночої статі у переписній місцевості припадало 115,9 чоловіків;  на 100 жінок у віці від 18 років та старших — 120,1 чоловіків також старших 18 років.
Середній дохід на одне домашнє господарство  становив 79 148 доларів США (медіана — 77 833), а середній дохід на одну сім'ю — 90 267 доларів (медіана — 90 440). За межею бідності перебувало 6,3 % осіб, у тому числі 0,0 % дітей у віці до 18 років та 1,4 % осіб у віці 65 років та старших.
Цивільне працевлаштоване населення становило 383 особи. Основні галузі зайнятості: освіта, охорона здоров'я та соціальна допомога — 25,1 %, мистецтво, розваги та відпочинок — 22,5 %, транспорт — 13,6 %, будівництво — 11,2 %.